# Núria Figueras Adell
Núria Figueras Adell (Cornellà del Llobregat, 1972) és una escriptora catalana de literatura infantil.
És llicenciada en periodisme per la Universitat Autònoma de Barcelona. Actualment és cap de redacció de la revista infantil El Tatano i forma part de l'equip de la revista Cavall Fort. Ha treballat en diverses editorials i ha publicat nombrosos contes per a infants, amb traduccions al castellà, al gallec, al basc, al portuguès i a l'italià.

## Obra destacada
- Les trenes de l'avi. Kalandraka, 2002. Il·lustrat per Roger Olmos.
- El senyor Jeroni i les sardines. Publicacions de l'Abadia de Montserrat, 2003.
- El mitjà. La Galera, 2003. Premi Comte Kurt.
- El Rei Carnestoltes i la Vella Quaresma. La Galera, 2003.
- La gallina xica. Baula, 2014. Il·lustrat per Teresa Martí.
- La visita. Kalandraka, 2023. Il·lustrat per Anna Font.
- El melic d'en Frederic. Disset Edició, 2024. Il·lustrat per Àgata Gil.
- En Martí Multitasca no vol perdre el temps. La Galera, 2024. Il·lustrat per Eliana Gutiérrez.
- El singlot extraordinari. Publicacions de l'Abadia de Montserrat, 2025. Il·lustrat per Jacqueline Molnár.

## Premis[1]
- Premi Comte Kurt 2003 pel conte El mitjà.
- Premi Mercè Llimona 2003 per l’obra El senyor Jeroni i les sardines.
- Premi Mallorca de creació literària 2023 pel conte El melic d’en Frederic.
- Premi Internacional Compostela 2023 per l’àlbum La visita.
- Premi Fundación Cuatrogatos 2024 per l’àlbum La visita.
- Selecció The White Ravens 2024 per l'àlbum La visita.
- Premi Emili Teixidor 2024 per l’obra En Martí Multitasca no vol perdre el temps.[3]